# Mistrzostwa Europy w Lekkoatletyce 2018 – sztafeta 4 × 100 m kobiet
Sztafeta 4 × 100 metrów kobiet – jedna z konkurencji biegowych rozgrywanych podczas lekkoatletycznych mistrzostw Europy w Berlinie.
Tytułu mistrzowskiego z poprzednich mistrzostw nie obroniła reprezentacja Holandii.

## Terminarz
| Data        | Godzina |            |
| ----------- | ------- | ---------- |
| 12 sierpnia | 19:20   | Eliminacje |
| 12 sierpnia | 21:20   | Finał      |

## Rekordy
Tabela prezentuje rekord świata, rekord Europy oraz najlepsze osiągnięcie na Starym Kontynencie. 
|                          | Zawodniczki                                                                             | Wynik | Miejsce                 | Data                     |
| ------------------------ | --------------------------------------------------------------------------------------- | ----- | ----------------------- | ------------------------ |
| Rekord świata            | Stany Zjednoczone · Tianna Madison, · Allyson Felix, · Bianca Knight, · Carmelita Jeter | 40,82 | Londyn, Wielka Brytania | 10 sierpnia 2012(dts)    |
| Rekord Europy            | NRD · Silke Gladisch, · Sabine Rieger, · Ingrid Auerswald, · Marlies Göhr               | 41,37 | Canberra, Australia     | 6 października 1985(dts) |
| Rekord Mistrzostw Europy | NRD · Silke Möller, · Katrin Krabbe, · Kerstin Behrendt, · Sabine Günther               | 41,68 | Split, Jugosławia       | 1 września 1990(dts)     |

## Rezultaty

### Eliminacje
Opracowano na podstawie materiału źródłowego.
| Poz. | Bieg | Tor | Reprezentacja   | Zawodniczki                                                                                    | Czas  | Uwagi |
| ---- | ---- | --- | --------------- | ---------------------------------------------------------------------------------------------- | ----- | ----- |
| 1    | 1    | 2   | Wielka Brytania | Asha Philip, Imani-Lara Lansiquot, Bianca Williams, Daryll Neita                               | 42,19 | Q, EL |
| 2    | 2    | 6   | Niemcy          | Lisa Marie Kwayie, Gina Lückenkemper, Tatjana Pinto, Rebekka Haase                             | 42,34 | Q     |
| 3    | 2    | 8   | Szwajcaria      | Ajla Del Ponte, Sarah Atcho, Mujinga Kambundji, Salomé Kora                                    | 42,62 | Q     |
| 4    | 1    | 3   | Holandia        | Dafne Schippers, Marije van Hunenstijn, Jamile Samuel, Naomi Sedney                            | 42,62 | Q,    |
| 5    | 1    | 8   | Francja         | Orlann Ombissa-Dzangue, Stella Akakpo, Jennifer Galais, Carolle Zahi                           | 43,06 | Q,    |
| 6    | 1    | 4   | Polska          | Kamila Ciba, Anna Kiełbasińska, Martyna Kotwiła, Ewa Swoboda                                   | 43,20 | q,    |
| 7    | 1    | 7   | Hiszpania       | María Isabel Pérez, Estela García, Paula Sevilla, Cristina Lara                                | 43,38 | q     |
| 8    | 2    | 2   | Włochy          | Johanelis Herrera Abreu, Gloria Hooper, Irene Siragusa, Audrey Alloh                           | 43,74 | Q     |
| 9    | 2    | 3   | Irlandia        | Joan Healy, Phil Healy, Ciara Neville, Gina Akpe-Moses                                         | 43,80 | NR    |
| 10   | 2    | 1   | Ukraina         | Hanna Płoticyna, Alina Kalistratowa, Jana Kaczur, Anastazja Holenewa                           | 43,90 | SB    |
| 11   | 2    | 7   | Dania           | Louise Østergård, Ida Kathrine Karstoft, Mette Graversgaard, Mathilde Kramer                   | 44,09 | NR    |
| 12   | 2    | 5   | Czechy          | Lucie Domská, Marcela Pírková, Jana Slaninová, Klára Seidlová                                  | 44,12 | SB    |
| 13   | 1    | 5   | Węgry           | Anasztázia Nguyen, Éva Kaptur, Gréta Kerekes, Luca Kozák                                       | 44,15 |       |
| 14   | 1    | 6   | Grecja          | Grigoría-Emmanouéla Keramidá, Elisavet Pesiridou, Rafailía Spanoudaki-Hatziriga, Korina Politi | 44,48 | SB    |
| 15   | 2    | 4   | Szwecja         | Claudia Payton, Hanna Adriansson-Norberg, Malin Ström, Elin Ostlund                            | 44,51 | SB    |

### Finał
Opracowano na podstawie materiału źródłowego.
| Poz. | Tor | Reprezentacja   | Zawodniczy                                                           | Czas  | Uwagi |
| ---- | --- | --------------- | -------------------------------------------------------------------- | ----- | ----- |
| 01 ! | 3   | Wielka Brytania | Asha Philip, Imani-Lara Lansiquot, Bianca Williams, Daryll Neita     | 41,88 | WL    |
| 02 ! | 4   | Holandia        | Dafne Schippers, Marije van Hunenstijn, Jamile Samuel, Naomi Sedney  | 42,15 | SB    |
| 03 ! | 6   | Niemcy          | Lisa Marie Kwayie, Gina Lückenkemper, Tatjana Pinto, Rebekka Haase   | 42,23 | SB    |
| 4    | 5   | Szwajcaria      | Ajla Del Ponte, Sarah Atcho, Mujinga Kambundji, Salomé Kora          | 42,30 |       |
| 5    | 8   | Francja         | Orlann Ombissa-Dzangue, Stella Akakpo, Jennifer Galais, Carolle Zahi | 43,10 |       |
| 6    | 1   | Polska          | Kamila Ciba, Anna Kiełbasińska, Martyna Kotwiła, Ewa Swoboda         | 43,34 |       |
| 7    | 7   | Włochy          | Johanelis Herrera Abreu, Gloria Hooper, Irene Siragusa, Audrey Alloh | 43,42 | SB    |
| 8    | 2   | Hiszpania       | María Isabel Pérez, Estela García, Paula Sevilla, Cristina Lara      | 43,54 |       |